# Illustreret Norsk Konversationsleksikon
Illustreret norsk konversationsleksikon (Seks bind, 1907–1913) var titlen på første udgave af det som senere blev kendt som Aschehougs konversasjonsleksikon, det første store leksikon på norsk.
I februar 1905 begyndte William Nygaard d.e., ejer af Aschehoug forlag, planlægningen. Redaktionen blev ledet af bibliotekaren Haakon Nyhuus. Øvrige medlemmer af redaktionskomitéen var rigsarkivar Ebbe Hertzberg, professor Axel Holst, ingeniør Michael Leegaard, professor Yngvar Nielsen, generalmajor Per Schjelderup Nissen og professor Hjalmar Falk. Det første hæfte blev udgivet 11. oktober 1906 og ved udgangen af 1906 var der 8000 abonnenter.
- Bind 1: A–Byzantinsk kunst. (1907, 1520 sp.)
- Bind 2: Byzantisk litteratur–Fabliau. (1908, 1516 sp.)
- Bind 3: Fabre–Hellige kilder. (1909, 1664 sp.)
- Bind 4: Hellige kjortel–Lassalle. (1910, 1728 sp.)
- Bind 5: Lassberg–Rebus. (1912, 2016 sp.)
- Bind 6: Recambio–Øynhausen. (1913, 2088 sp.)

Foruden leksikonartikler var der nederst på hver side en ordbog med oversættelser til norsk fra tysk, engelsk og fransk.
For at fejre det sammenfaldende 100-årsminde af leksikonet og unionsopløsningen udgav Kunnskapsforlaget i 2004 bogen Byer i Norge for 100 år siden. Faksimile fra Aschehougs «Illustreret norsk konversationsleksikon» 1906-13, udvælgelse og redaktion af Knut Are Tvedt, 67 sider.